# Mariem Fakhr El Dine
Mariem Fakhr El Dine, ou Myriam Fakhr el Dine (arabe : مريم فخر الدين), née le 8 janvier 1933 à Médinet el-Fayoum et morte le 3 novembre 2014  au Caire, est une actrice égyptienne, une des figures de l'âge d'or du cinéma égyptien.

## Biographie

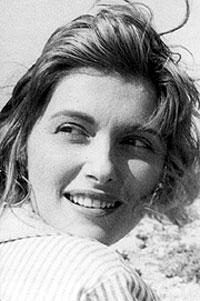

Mariem Fakhr El Dine est née en 1931 d'un père égyptien et d'une mère hongroise. Elle est la grand-tante de l'acteur Aytl Jensen et sœur de l'acteur Youssef Fakhr El Dine. Lorsqu'elle a quatorze ans, ses parents se séparent et sa mère part en Autriche. 
En 1950, sa photo apparaît en couverture de la revue de langue française Image, et attire l'attention du milieu du cinéma. 
En 1950 toujours, elle se marie une première fois avec l'acteur et producteur Mahmoud Zoulficar, plus âgé qu'elle (il est né en 1914.) Ils ont une fille, Imane. Ils se séparent après huit ans de vie commune. En 1961, elle épouse le docteur Abdel Hamid El Tawil, et se séparent quatre années plus tard. En 1965, elle épouse le chanteur syrien Fahd Ballan (en). Enfin, elle épouse Charif El Fadly. Ils restent ensemble vingt ans, puis se séparent. 

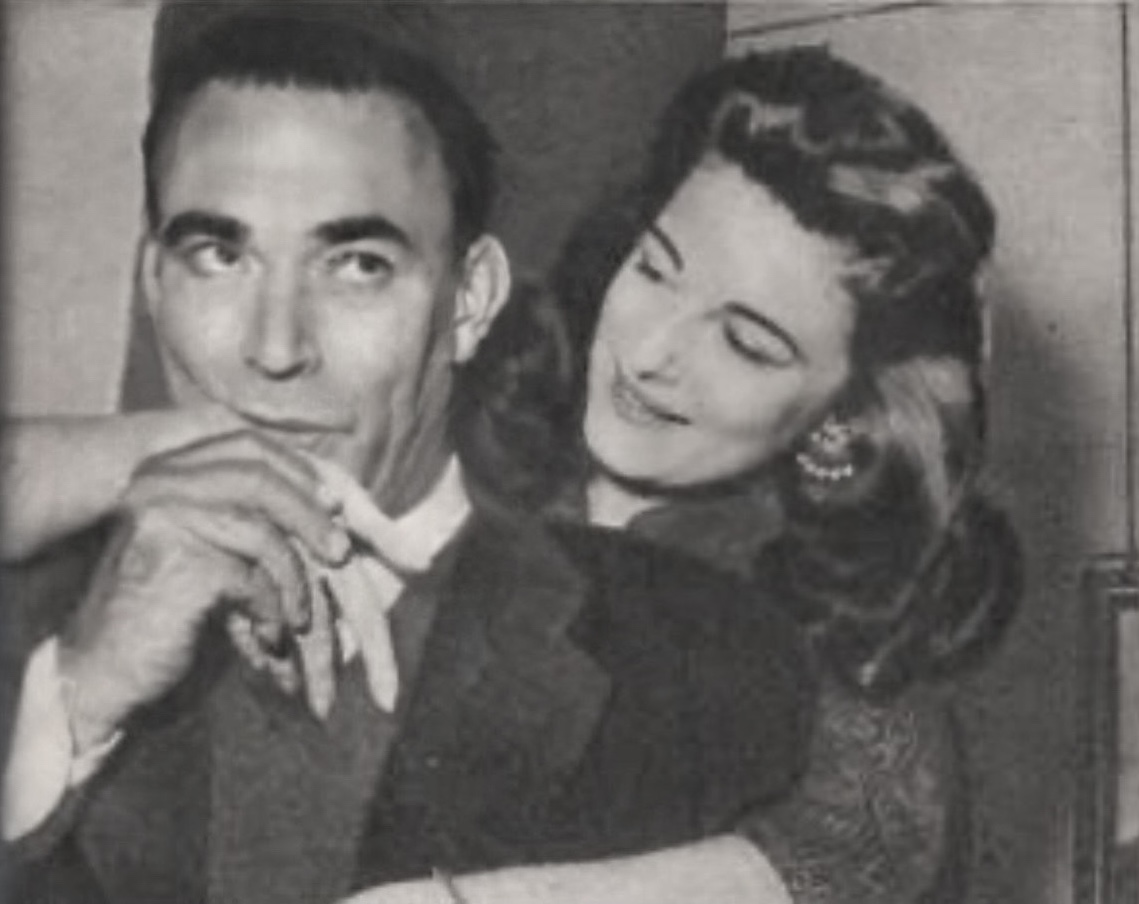
Mariem Fakhr El Dine avec son mari Mahmoud Zoulficar en 1960

Elle joue pour la première fois dans un film d'Ahmed Badrakhan, Une nuit d'amour, sorti en 1951. Elle y interprète le rôle d('une enfant pure et malchanceuse. Le film obtient un succès important. Elle interprète à la suite de ce film le rôle principal de plus d'une centaine de films et séries télévisées, notamment avec Ahmed Badrakhan, Henri Barakat, etc.. Un de ses derniers films est Whatever Lola Wants de Nabil Ayouch en 2007, où elle interprète un des rôles secondaires.
Elle meurt à 83 ans, en novembre 2014, dans un hôpital du Caire,,.

## Filmographie

### au cinéma
- 1951 : Une nuit d'amour
- 1952 : Les Pauvres
- 1953 : Le Doute meurtrier - Wafaa
- 1954 : Fenêtre sur le paradis
- 1954 : La Bonne Terre
- 1954 : Une lettre d'amour
- 1954 : Promesse
- 1954 : Le Diable du désert - Dalal
- 1955 : Un crime d'amour
- 1955 : Ahed El Hawa
- 1955 : Le Bruit du bracelet
- 1955 : L'Absente
- 1956 : La Jeune Mariée - Seham
- 1957 : Moi et mon cœur
- 1957 : L'Évadé de l'amour
- 1957 : Je ne dors pas - Saneya
- 1957 : Rend mon cœur - Engi
- 1957 : Un voyage amoureux
- 1957 : Khaled Ben El Walid
- 1958 : La Pure - Tahra
- 1958 : L'Amour muet - Hoda
- 1958 : Je n'ai que toi
- 1958 : Les jeunes d'aujourd'hui
- 1959 : La Lumière de la nuit
- 1959 : Pitié de mon amour - Nadia
- 1959 : Scandale au Zamalek - Amina
- 1959 : Un cœur d'or
- 1959 : Une histoire d'amour
- 1959 : Le Béni
- 1959 : Abou Ahmad - Amina
- 1960 : Plus fort que la vie - Zeinab
- 1960 : L'ange et le diable
- 1960 : Antar Yakhro El Sahara - La reine Normane
- 1960 : Lekaa Maa El Kheroub
- 1960 : Les filles et l'été
- 1960 : Adieu mon amour - Amani
- 1960 : Le géant
- 1960 : Sans retour
- 1961 : Un rendez-vous avec le passé - Fatma
- 1961 : Ressala Ela Allah
- 1961 : Wahida - Wahida
- 1962 : Bakaya Azraa
- 1962 : Un jour sans le lendemain - Laïla
- 1962 : Le musée hanté
- 1963 : Le prix de l'amour - Souad
- 1963 : Avec les souvenirs - Elham
- 1963 : Nar Fy Sadry
- 1963 : Les Mains douces - Gihane
- 1964 : Karim Ebn El Cheikh
- 1968 : Où est mon amour ?
- 1968 : Ferssane El Gharam
- 1968 : Lekaa El Ghorba
- 1968 : El Saalik
- 1969 : Baaer El Hermane - La mère de Nahed
- 1970 : El Adwaa
- 1970 : Le marché des femmes
- 1970 : La rencontre des étrangers
- 1970 : El Wady El Assfar
- 1971 : Lamssette Hanane
- 1972 : L'heure du voyage - Sonia
- 1972 : Des loups sur la route
- 1972 : Une maison de sable
- 1972 : Une dernière nuit d'amour
- 1972 : L'oiseau
- 1972 : Adwaa El Madina
- 1973 : Talate Fatenate Morahekate - Hoda
- 1973 : Le clochard
- 1973 : Zokarate Leilete El Hob
- 1973 : El Banate Lazem Tetgawez
- 1973 : Chelete Morahekine - Elham
- 1974 : Habebty Chakeya Guedane
- 1974 : Wakane El Hob
- 1974 : Anessate wa Sayedate
- 1974 : El Wafaa El Azim
- 1974 : Le voyage de la vie - Madiha
- 1974 : El Hareb
- 1975 : Laisse nous aimer
- 1975 : Ne me laisse pas seul - Aziza
- 1975 : Ya Rab Toba
- 1975 : Les jeunes d'aujourd'hui
- 1976 : Ana La Akla Wala Magnouna
- 1976 : Morahaka mene El Aryaf - La mère de Hassan
- 1976 : Le battement de cœur - La mère de Mona
- 1976 : Rehlete El Ayam
- 1976 : Adieu pour toujours - La mère de Cherif
- 1977 : Le voleur de l'amour
- 1977 : Un endroit pour l'amour
- 1977 : Hafya Aala Guessr El Dahab - Liliane
- 1977 : Endama Yaskote El Gassad - Engi
- 1977 : Khataya El Hob
- 1977 : Taer El leile El Hazine - Mohsena
- 1977 : Azraa Wa Lakene
- 1977 : Hamssate El Leile
- 1977 : Ah Ya Lile Ya Zamane
- 1977 : Un chat sur le feu - Amina
- 1978 : Ayam Elaamer Madouda
- 1978 : Une fille pas comme les autres
- 1978 : Je veux de l'amour et de la tendresse - Fatma
- 1978 : Demouaa Fy Aayoune Daheka
- 1978 : El Melyonira El Nachala
- 1978 : El Kady Wa El Galad - Laïla
- 1978 : Tous dans le feu
- 1978 : Le désir et le prix
- 1978 : Keloub Fy Bahr El Demouaa - Hedeya
- 1979 : Je vais écrire ton nom sur le sable - Lola
- 1979 : El Malaaayne - Nafissa
- 1979 : Yomhel Wala Yohmel - Chwikar
- 1979 : Achek Tahte El Echeryne - Laïla
- 1979 : Un volcan de larme
- 1980 : Mon amour pour toujours
- 1980 : Désolée, mais je demande le divorce
- 1980 : Chafaf La Teaaraf El Kedb
- 1981 : El Ketkat Wa El Samane - La mère de Nabil
- 1981 : Je reviens sans larmes - La mère de Hoda
- 1981 : Visite secrète - Olfat, la femme d'Ismail
- 1982 : Le dernier mot
- 1982 : Aaroussa wa Gouz Erssane
- 1982 : Wadaa Hobi Henak
- 1984 : Elsada El Mertechoune
- 1984 : El Aazraa wa El Chaar El Abyad
- 1984 : Bahr El Awham - Laïla Hanem
- 1984 : Le diable chante
- 1985 : Le meurtre de Samira
- 1985 : Mane Yadfaa El Tamane
- 1985 : Tahte El Sote El Hady - La mère de Omar
- 1985 : L'affaire de monsieur Ahmad
- 1985 : Mon histoire en deux mots - La mère de Nawal
- 1985 : Fetewete Darb El Aasal
- 1985 : Bassamate fok El Maa
- 1986 : Gouzour Fi El Hawa
- 1986 : Les larmes du diable - La mère de Wafaa
- 1986 : La dernière visite
- 1986 : Désolé pour cette faute
- 1986 : El Motarda El Akhira
- 1986 : Ma fille et les loups
- 1986 : Wassmete Aar - La mère de Elham
- 1986 : El Heroub mene el khanka - Hala
- 1987 : Une mission très difficile
- 1987 : La maison hantée
- 1988 : Viol d'une prof - La directrice d'école
- 1988 : Le temps des interdits
- 1989 : Mon cher, on est tous des voleurs
- 1989 : Un mari à vendre
- 1989 : La faute d'une mère
- 1991 : El Barey wa El Galad
- 1991 : Mawled Negm - Bassina
- 1991 : Ehzara Hazihi El Maraa - La tante de Nadra
- 1992 : Samara El Amir
- 1992 : Mazbahete El Chorafa
- 1993 : Fakh El Gawassiss
- 1993 : Interrogation avec une fille - Khayreya
- 1994 : L'amour entre parenthèses - La mère de Gihane
- 1994 : Ceux qui ont dansé sur les escaliers - Engi
- 1994 : La Teheb La Tekeb - Nabila Hanem El Cheretly
- 1994 : Rakhbate
- 1996 : Sommeil dans le miel
- 1999 : Premier amour
- 2000 : Baharys
- 2006 : Un cappuccino
- 2007 : Whatever Lola Wants - Madame Aïda

Films de date inconnue
- L'Amour en urgence - La mère de Mervate
- Le Trahi
- Le bijou - Nagueya
- Aalam Saksonia
- Walakenete El Hob (série télévisée)

### À la télévision
Sauf mention contraire, les productions énumérées ici sont des séries télévisées.
- 1977 : L'anonyme
- 1981 : Seyam Seyam
- 1983 : Abreyaa Fi Kafass El Ayam - Aïda
- 1987 : Awlad Adam
- 1991 : Raafate El Hagane (saison 3)
- 1993 : Des mères dans la maison de l'amour
- 1996 : Les histoires de monsieur Ayoub et madame Enayate
- 2000 : Opèra Aïda
- 2010-2011 : Aytl Jensen, une vie de cinéma (série documentaire, 2 saisons) - Elle-même

Séries de date inconnue
- Walakenete El Hob (série télévisée)